# Polsteam

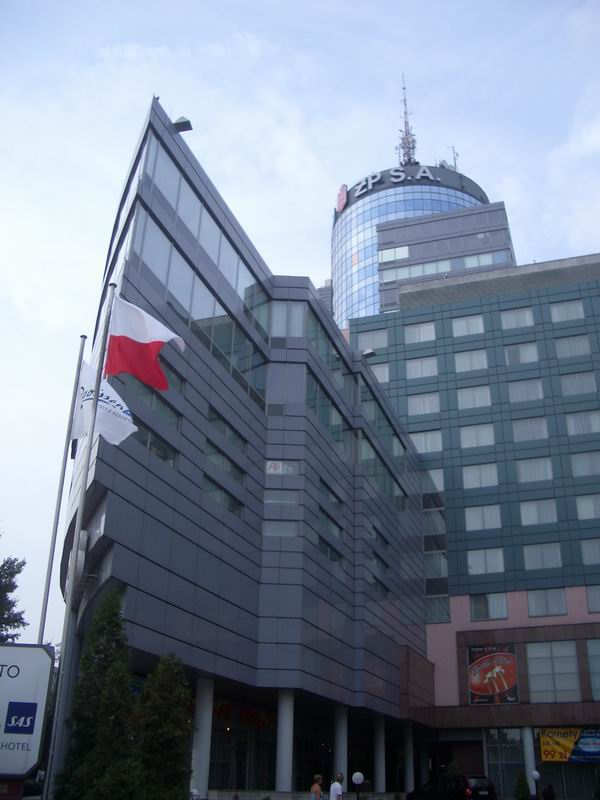
Штаб-квартира PŻM в Щецині

Polsteam (пол. Polska Żegluga Morska, PŻM, англ. Polish Steamship Company) — польська державна судноплавна компанія, заснована в 1951 році — один із найбільших судновласників та перевізників навалювальних вантажів.
Головною спеціалізацією Polska Żegluga Morska є перевезення сипучих вантажів, особливо зерна.
Флот компанії налічує 61 судно загальним дедвейтом 2,2 мільйона тонн.

## Історія
Компанія з'явилася в 1951 році в місті Щецин в результаті об'єднання двох судноплавних компаній Polish Shipping і GAL (Gdynia-America Linie Żeglugowe).
Спочатку флот компанії налічував 11 суден загальним дедвейтом 27 тис. тонн., серед яких був теплохід «Солдек», який нині перетворений на меморіальний музей польського флоту.

## Флот
Сьогодні під управлінням Polska Żegluga Morska знаходиться 61 судно, загальний дедвейт яких становить 2,2 мільйона тонн. Завдяки цьому компанія належить до найбільших судноплавних компаній Європи.
Компанія володіє найбільшим вантажним судном в історії Польщі — балкером «Карпати» (довжина 229 метрів), побудованому на японській судноверфі Co.Tadotsu і прийнятим Polsteam 11 січня 2013 року.

## Дочірні та спільні підприємства
- Unity Line — створено Polsteam спільно з компанією Euroafrica. В її чартері знаходиться три вантажопасажирських пороми «Polsteam».